# Gabriel Turell
Gabriel Turell fue un cronista español del siglo XV, ciudadano de Barcelona.

## Carrera
Escribió una crónica titulada Recort, terminada en 1476, la cual permaneció inédita hasta 1893, en que se publicó en la revista L'Avenç, de Barcelona y en el siguiente año fue editada en un volumen con un prefacio de Casas i Carbó y Massó i Torrents y un índice alfabético de nombres propios. Los editores ponían de manifiesto que "con Turell nos encontramos á fines del siglo XV, ya un poco alejados de los verdaderos cronistas, de los que narraban lo que veían, y entramos en la época de los historiadores, que con tradiciones y cuentos y hechos auténticos componían obras de carácter general"
Entre todas las crónicas catalanas de aquella época la de Turell es la más discreta, sobre todo por la brevedad. Todo lo referente a Aragón y Cataluña hasta llegar a Jaime el Conquistador está sacado principalmente de la Crónica de San Juan de la Peña. Cuando la obra de Turell adquiere verdadera importancia es al hablar de acontecimientos de su tiempo o que no son muy lejanos de su vida. Uno de los manuscritos del Recort de Turell obra en la Biblioteca Nacional de París y fue descrito por Morel-Fatio en su Catalogue des manuscrits espagnols et des manuscrits portugais (París, 1892)

## Otras obras
Además del Recort Torres Amat en su Diccionario de escritores catalanes menciona las siguientes obras de Turell:
- Historia dels antigs comtes de Barcelona i dels comtes-reis d' Aragó fins á Ferrán I
- Tractat de la armería
- Dels set honors del món